# Goodwill
För andra betydelser, se Goodwill (olika betydelser).
Goodwill är ett gott anseende för företag, organisationer och annat, samt motsatsen till badwill. Ordet kommer från engelskan med samma betydelse (egentligen "välvilja") och är belagt i svenska språket sedan 1910.
Inom företagsekonomi är goodwill en term för värden i ett företag som överstiger det bokförda värdet på företagets tillgångar (eget kapital). Vid köpet av ett företag kan goodwill förklaras av bland annat ett välkänt varumärke, know-how, inarbetad kundkrets med mera.

## Exempel
Om företag A köper företag B som har en balansomslutning (dvs bokförda värdet av deras totala tillgångar) på 100, och för det betalar 120, kommer företag A att boka en goodwill-post i balansräkningen på 20, för att de betalat mer än B:s bokförda tillgångar.
Goodwill-poster skrevs enligt svenska regler tidigare normalt av på mellan fem och tjugo år, men kunde enligt internationella regler inte skrivas ner om det så kallade Impairment Test visar att goodwillen inte har minskat. 
Enligt IFRS/IAS (IAS36 samt IAS38) regelverk som trädde i kraft år 2005 är det inte längre tillåtet att skriva av goodwill utan denna får endast skrivas ned. Alltså, tidigare avskrivning är nu ersatt med nedskrivning. 